# Jacob Trouba
Jacob Trouba (Rochester, Míchigan, 26 de febrero de 1994) es un jugador profesional estadounidense de hockey sobre hielo que se desempeña en la posición de defensor derecho en New York Rangers, equipo de la National Hockey League (NHL).

## Carrera
Fue seleccionado en la primera ronda en la NHL Entry Draft de 2012. En 2013, hizo su debut en la NHL con el equipo Winnipeg Jets, en el cual jugó seis temporadas (2013-2019), luego pasó a New York Rangers, donde lleva jugando cinco temporadas.